# 自由高棉

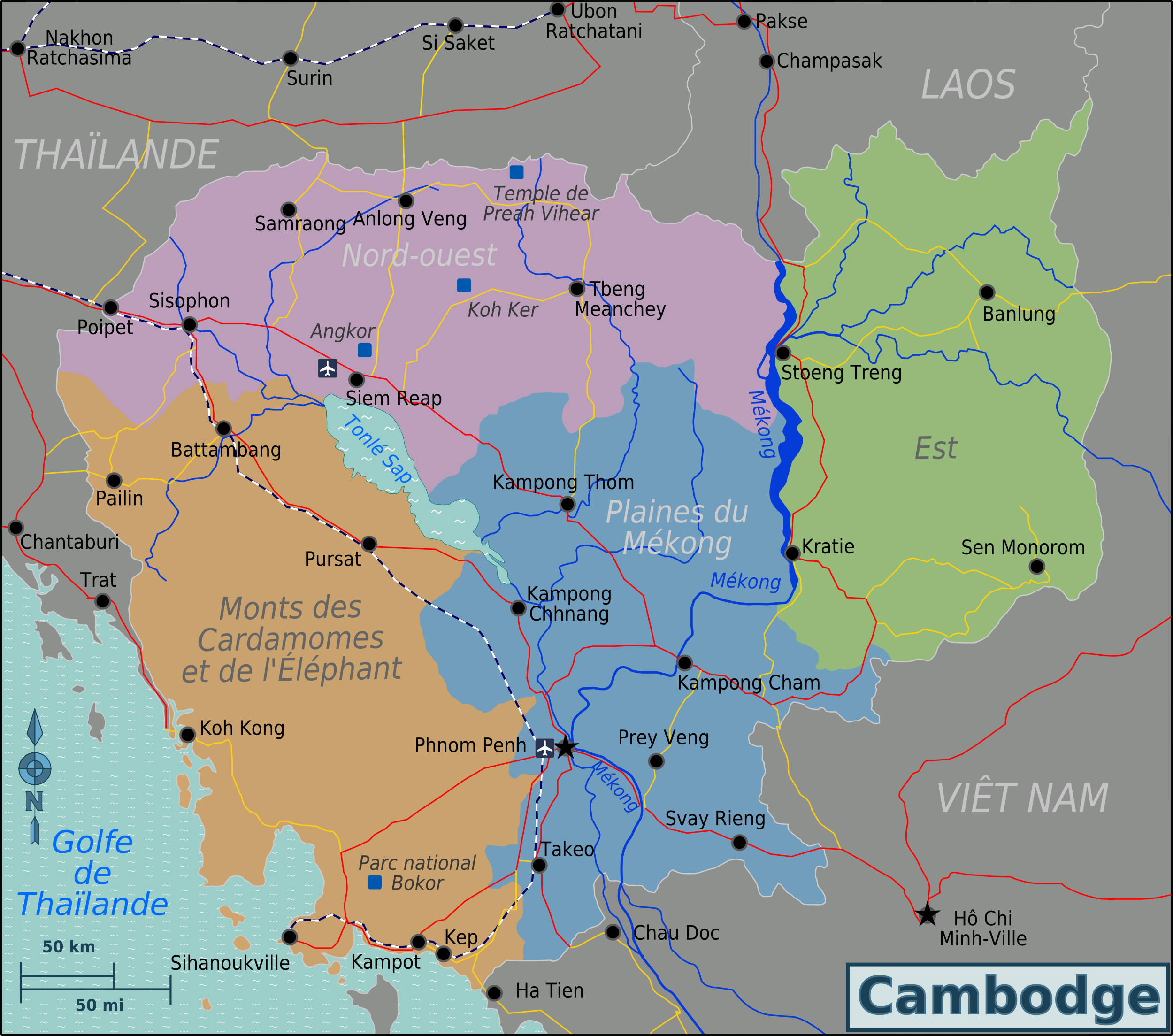
Cambodia's Regions

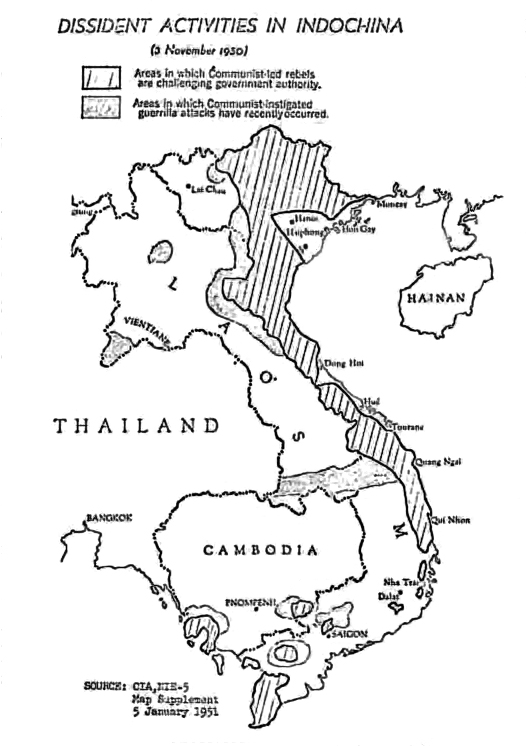
Dissident Activities in Indochina, 1951

自由高棉（ខ្មែរសេរី）是柬埔寨民族主义者山玉成与杨世祖于1959年建立的一支反共和反君主主义游击队。该组织的前身是柬埔寨反法武装。自由高棉宣称西哈努克支持柬埔寨的“共产主义”。1960年代，自由高棉是柬埔寨境内一支强大的武装力量。
自由高棉的主要目的是推翻当时柬埔寨西哈努克国王为首的君主制，由于自由高棉相对缺乏资源，时间差距缺乏主导地位的相比，后来分为多个派系，其中一些派系分别加入了红色高棉与高棉共和国，并支持与反对和西哈努克合作，最终导致其衰落。

## 深入阅读
1. Mason L. and Brown R. Rice, Rivalry and Politics: Managing Cambodian Relief, Notre Dame, Indiana: University of Notre Dame Press, 1983.
2. Shawcross W. The Quality of Mercy, New York: Simon & Schuster, 1984.
3. Vickery M. Kampuchea, Politics, Economics and Society, London: Frances Pinter, 1986.